# Zethus dicomboda
Zethus dicomboda är en stekelart som först beskrevs av Spinosa 1851.  Zethus dicomboda ingår i släktet Zethus och familjen Eumenidae. Utöver nominatformen finns också underarten Z. d. prixii.